# Hyperimerus corvus
Hyperimerus corvus är en stekelart som beskrevs av Girault 1917. Hyperimerus corvus ingår i släktet Hyperimerus och familjen puppglanssteklar. Inga underarter finns listade i Catalogue of Life.